# 고속 이온 전도체
고속 이온 전도체(Fast ion conductor)는 재료 과학에서 이동성이 높은 이온을 가진 고체 전도체이다. 이러한 물질은 고체 이온 영역에서 중요하며 고체전해질 및 초이온 전도체로도 알려져 있다. 이러한 물질은 배터리 및 다양한 센서에 유용하다. 고속 이온 전도체는 주로 고체 산화물 연료 전지에 사용된다. 고체 전해질로서 전극을 분리하는 액체 또는 부드러운 막이 필요 없이 이온의 이동을 허용한다. 이 현상은 단단한 결정 구조를 통한 이온의 호핑(hopping)에 의존한다.